# Cycas falcata
Cycas falcata é uma espécie de cicadófita do género Cycas da família Cycadaceae, nativa das Ilhas Celebes, na Indonésia.